# Pedicularis numidica
Pedicularis numidica är en snyltrotsväxtart som beskrevs av Auguste Nicolas Pomel. Pedicularis numidica ingår i släktet spiror, och familjen snyltrotsväxter. Inga underarter finns listade i Catalogue of Life.